# Christos Christou
Pour les articles homonymes, voir Christou.
 (avril 2024).
La mise en forme du texte ne suit pas les recommandations de Wikipédia : il faut le « wikifier ».
Les points d'amélioration suivants sont les cas les plus fréquents. Le détail des points à revoir est peut-être précisé sur la page de discussion.
- Les titres sont pré-formatés par le logiciel. Ils ne sont ni en capitales, ni en gras.
- Le texte ne doit pas être écrit en capitales (les noms de famille non plus), ni en gras, ni en italique, ni en « petit »…
- Le gras n'est utilisé que pour surligner le titre de l'article dans l'introduction, une seule fois.
- L'italique est rarement utilisé : mots en langue étrangère, titres d'œuvres, noms de bateaux, etc.
- Les citations ne sont pas en italique mais en corps de texte normal. Elles sont entourées par des guillemets français : « et ».
- Les listes à puces sont à éviter, des paragraphes rédigés étant largement préférés. Les tableaux sont à réserver à la présentation de données structurées (résultats, etc.).
- Les appels de note de bas de page (petits chiffres en exposant, introduits par l'outil «  Source ») sont à placer entre la fin de phrase et le point final[comme ça].
- Les liens internes (vers d'autres articles de Wikipédia) sont à choisir avec parcimonie. Créez des liens vers des articles approfondissant le sujet. Les termes génériques sans rapport avec le sujet sont à éviter, ainsi que les répétitions de liens vers un même terme.
- Les liens externes sont à placer uniquement dans une section « Liens externes », à la fin de l'article. Ces liens sont à choisir avec parcimonie suivant les règles définies. Si un lien sert de source à l'article, son insertion dans le texte est à faire par les notes de bas de page.
- La présentation des références doit suivre les conventions bibliographiques. Il est recommandé d'utiliser les modèles {{Ouvrage}}, {{Chapitre}}, {{Article}}, {{Lien web}} et/ou {{Bibliographie}}. Le mode d'édition visuel peut mettre en forme automatiquement les références.
- Insérer une infobox (cadre d'informations à droite) n'est pas obligatoire pour parachever la mise en page.

Pour une aide détaillée, merci de consulter Aide:Wikification.
Si vous pensez que ces points ont été résolus, vous pouvez retirer ce bandeau et améliorer la mise en forme d'un autre article.
Christos Christou est un médecin grec, président international de Médecins sans frontières (MSF),. Il est né à Trikala, en Grèce.
Christou est originaire de Grèce où il étudie la médecine avant de travailler comme médecin au Royaume-Uni. Il rejoint Médecin Sans Frontière et travaille comme chirurgien au Cameroun, en Irak et au Soudan du Sud avant d'être élu vice-président, puis président de MSF Grèce. Il succède plus tard à Joanne Liu en tant que président international de MSF international.

## Parcours scolaire
Christou est titulaire d'un diplôme en médecine de l'Université Aristote, d'un doctorat en chirurgie de l'Université nationale et de Kapodistrian et d'une maîtrise en santé internationale et gestion des crises sanitaires de l'Université d'Athènes,.

## Carrière
En tant que spécialiste de la chirurgie d'urgence, Christou travaille d'abord au North Middlesex University Hospital et au King's College Hospital de Londres, au Royaume-Uni.
Il rejoint MSF en 2002 en tant que chirurgien bénévole, travaillant auprès des personnes réfugiées et ainsi que sur le VIH au Cameroun, en Irak et au Soudan du Sud. Il est d'abord secrétaire général, puis comme vice-président avant d'être élu président de MSF Grèce en 2005.
Christou est élu président international de Médecin Sans Frontière en juin 2019. Plus tard en 2019, il écrit une lettre ouverte aux dirigeants de l’Union européenne leur demandant de mettre fin à leur politique consistant à arrêter le voyage des demandeurs d’asile dans les îles grecques.
En 2020, répondant à une lettre ouverte du personnel de MSF sur le racisme institutionnel, il salue la critique, mais remet également en question l'ampleur du racisme au sein de MSF,,. De plus, il critique les gouvernements pour ne pas avoir mis en place des plans de santé efficaces au début de la pandémie de coronavirus, en particulier dans les pays à faible revenu.
En 2021, Christou parle de l'importance de lutter contre le changement climatique, critique les sociétés pharmaceutiques pour leur refus de partager la propriété intellectuelle des vaccins COVID-19 et parle des besoins humanitaires croissants en Afghanistan.
En 2021, il critique la gestion de la pandémie de COVID-19 par le président brésilien Jair Bolsonaro,.